# Partidos políticos de Rusia

Composición de la Duma Estatal;
Rusia Unida (326)
Partido Comunista (57)
Rusia Justa (28)
PLDR (21)
Gente Nueva (15)
Ródina (1)
Plataforma Cívica (1)
Partido del Crecimiento (1)

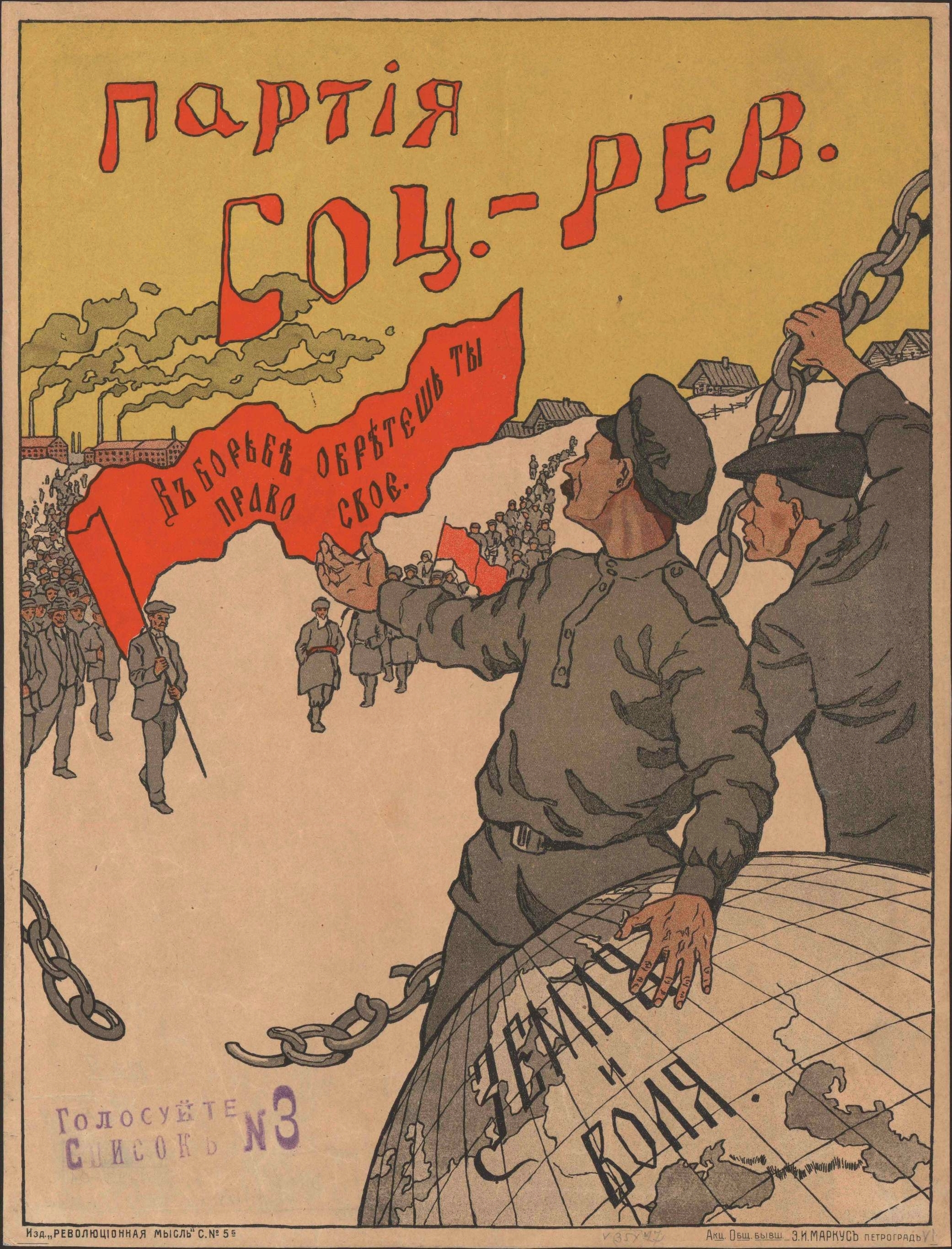
Propaganda del Partido Social-Revolucionario de 1917

En la actualidad Rusia tiene un sistema político de Partido dominante, y en donde el partido oficialista Rusia Unida, respaldo del presidente Vladímir Putin, ha obtenido la victoria en todas las elecciones presidenciales y parlamentarias por varios períodos consecutivos. Hoy en día hay cuatro partidos políticos con representación en la Duma Estatal (el Parlamento ruso) estos son Rusia Unida, Partido Comunista de Rusia, Partido Liberal-Demócrata y Rusia Justa. 
Rusia pasó por un sistema de partido único más o menos entre 1921 y 1991 cuando el único partido legal era el Partido Comunista de la Unión Soviética. Eso sumado a que los partidos del periodo zarista estaban muy limitados en cuanto a su accionar político y que Rusia empezó a implementar elecciones democráticas mucho más tardíamente que la mayor parte de Europa, ha hecho que en Rusia los partidos políticos en general tengan una historia muy corta, comparada con otros países.

## Historia
Los partidos políticos fueron ilegales durante el período de absolutismo zarista. Debido a las restricciones hacia la democracia que se dieron en Rusia, la aparición de partidos políticos fue muy tardía en comparación al resto de Europa, en especial Inglaterra, Francia y Alemania que contaban con partidos políticos en el sentido moderno en algunos casos desde el siglo XVIII. 
A finales del siglo XIX y principios del XX el entonces Zar Nicolás II empezó a flexibilizar el régimen permitiendo la creación de partidos políticos y de elecciones al primer parlamento, la Duma Imperial. El primer partido se formaría en 1898 con la fundación del Partido Obrero Socialdemócrata de Rusia (que luego se dividiría en las facciones bolchevique y menchevique), al que le siguieron el Partido Democrático Constitucional, el Partido Octubrista y el Partido Social-Revolucionario a principios del siglo XX. Estos y otras fuerzas lucharon en las urnas por acceder a escaños a la Duma, pero las complicaciones políticas de la época y las frecuentes fricciones entre el Zar y el Parlamento que llevaban a su disolución constante no permitieron aligerar el descontento que terminó en la Revolución Rusa.
Tras la disolución de la Asamblea Constituyente Rusa por el gobierno bolchevique en enero de 1918, en Rusia se produjeron varios levantamientos de partidos de izquierda contrarios a dicha medida que luego desembocarían en una guerra civil. 
Tras la transformación del Imperio ruso en la Unión de Repúblicas Socialistas Soviéticas y la consolidación en el poder del bando comunista se aplicó la política de partido único, por lo que el único partido legal fue el Partido Comunista de la Unión Soviética con sus variantes locales. Los demás partidos fueron disueltos y en algunos casos sus dirigentes fueron arrestados. Esto pondría fin al multipartidismo en Rusia por cerca de 70 años.
En marzo de 1990, el Tercer Congreso de los Diputados del Pueblo de la Unión Soviética eliminó el artículo 6 de la Constitución de la Unión Soviética de 1977, relativo al papel predominante del PCUS en el sistema político de la URSS, abriendo el camino a un sistema multipartidista en el país, así como introdujo el cargo de Presidente de la Unión Soviética.
A partir de la perestroika y con la caída de la URSS en 1991, la nueva Federación de Rusia implementó el modelo de democracia liberal multipartidaria común en Occidente. Al principio, el surgimiento de nuevos partidos políticos fue tenue y muchas elecciones se realizaron sin ellos (Borís Yeltsin, por ejemplo, nunca tuvo partido político, mientras que Putin fue candidato independiente las primeras veces que se lanzó candidato).
En 2001, el parlamento de Rusia aprobó una ley que prohibía partidos de ámbito regional y de carácter profesional, nacional o religioso, permitiendo exclusivamente partidos de ámbito nacional y exigiéndoles una nueva inscripción en el registro de partidos. En 2004, esta ley fue modificada obligando a los partidos a tener delegaciones al menos en cincuenta regiones de Rusia contando cada delegación con al menos 50.000 militantes.
Las posteriores sucesivas enmiendas a dicha ley de partidos políticos fueron cambiando estos requisitos, en parte por la anexión de Crimea y anexión de cuatro territorios de Ucrania en 2022 tras la invasión rusa de Ucrania.

## Partidos con representación en la Duma Estatal
| Partido | Partido                                 | Posición en el espectro | Ideología                                                                     | Líder                | Escaños (de 450) | Afiliación Internacional                                               |
| ------- | --------------------------------------- | ----------------------- | ----------------------------------------------------------------------------- | -------------------- | ---------------- | ---------------------------------------------------------------------- |
|         | Rusia Unida                             | Derecha                 | Conservadurismo, Nacionalismo ruso, Estatismo                                 | Vladímir Putin       | 326              | Internacional Demócrata de Centro                                      |
|         | Partido Comunista de la Federación Rusa | Extrema izquierda       | Marxismo-leninismo, Comunismo, Internacionalismo, Socialismo del siglo XXI    | Guennadi Ziugánov    | 57               | Unión de Partidos Comunistas - Partido Comunista de la Unión Soviética |
|         | Rusia Justa                             | Centroizquierda         | Socialdemocracia, progresismo, socialismo democrático                         | Serguéi Mirónov      | 28               | Internacional Socialista                                               |
|         | Partido Liberal-Demócrata de Rusia      | Extrema derecha         | Irredentismo, Nacionalismo ruso, Anticomunismo, Conservadurismo, Imperialismo | Vladímir Zhirinovski | 21               |                                                                        |
|         | Gente Nueva                             | Centroderecha           | Liberalismo, Comunitarismo                                                    | Alekséi Necháiev     | 15               |                                                                        |
|         | Ródina                                  | extrema derecha         | Nacionalismo ruso, conservadurismo                                            | Alekséi Zhuravliov   | 1                |                                                                        |
|         | Plataforma Cívica                       | Centroderecha           | Liberalismo conservador                                                       | Rifat Shayjutdínov   | 1                |                                                                        |
|         | Partido del Crecimiento                 | Centroderecha           | Liberalismo conservador                                                       | Boris Titov          | 1                |                                                                        |

## Partidos con representación en parlamentos estatales
- Yábloko (1993-)
- Comunistas de Rusia (2012-)
- Partido Ruso de los Pensionistas por la Justicia Social (1997-2006); (2012-)

## Partidos Extintos
- Partido de la Libertad Popular (1990-2023)
- Partido Popular de las Mujeres de Rusia (1993-1999)
- Patriotas de Rusia (2005-2021)
- Alianza Verde (2012-2019)